# Silnice II/334
Silnice II/334 je silnice druhé třídy spojující okres Nymburk ve Středočeském kraji s okresem Kolín. Silnice začíná v Sadské v okrese Nymburk, kde se napojuje na silnice číslo 330 a 611. Jižně od Sadské se nachází přejezd přes dálnici D11. Poté silnice pokračuje k jihu, prochází vesnicemi Milčice, Tatce, Skramníky a Chotouň. Jižně od Chotouně se nalézá křižovatka se silnicí první třídy číslo 12. Odtud pokračuje silnice č. 334 dále k jihu. Prochází vesnicí Třebovle a městem Kouřim. Nedaleko Žďánic pak protíná silnici č. 2. Pokračuje přes vsi Lhotky, Radlice, Horní Kruty, Přestavlky a Újezdec. Jižně od Újezdce pak končí v silnici číslo 335.